# Vizcondado de Fefiñanes
El vizcondado de Fefiñanes es un título nobiliario español, de Castilla. Fue concesión del rey Felipe IV por Real Decreto del 12 de febrero de 1647 y Real Despacho del 13 de mayo del mismo año, en favor del maestre de campo general Gonzalo de Valladares y Sarmiento, señor de Fefiñanes, caballero de la Orden de Alcántara, después corregidor de La Paz en el Perú.
La denominación alude a la antigua villa y parroquia de San Benito de Fefiñanes, que era de señorío del concesionario, hoy integrada en la villa y municipio de Cambados. Situada en la ribera sur de la Ría de Arosa, Cambados pertenece a la comarca del Salnés y provincia de Pontevedra. La actual población resultó de la agregación de tres diferentes villas y parroquias: la de Fefiñanes, la de Santo Tomé o Villa Vieja —que forma el barrio pesquero— y la de Cambados propiamente dicha, cuyo templo parroquial era Santa Marina de Dozo, hoy en ruinas, y que ya era cabecera municipal antes de la incorporación de las otras dos.
Los Valladares eran señores de Fefiñanes desde mediados del siglo XV, y también patronos de la iglesia parroquial de San Benito, junto a la cual edificaron en el XVI el magnífico pazo de su título, de estilo renacentista. Palacio y templo delimitan la monumental plaza de Fefiñanes, tenida por uno de los conjuntos históricos más bellos de Galicia, y en la que también destaca un puente abalaustrado sobre arco, que permitía a los señores pasar desde la casa a sus huertas y viñedos sin pisar la vía pública.

## Lista de señores y vizcondes de Fefiñanes
|                                                 | Titular                                                         | Periodo              |
| Señores de Fefiñanes                            | Señores de Fefiñanes                                            | Señores de Fefiñanes |
| ----------------------------------------------- | --------------------------------------------------------------- | -------------------- |
| I                                               | Ares Fernández de Valladares                                    |                      |
| II                                              | Gregorio de Valladares                                          | -1475                |
| III                                             | Gonzalo de Valladares el Más Viejo                              | 1475-c.1530          |
| IV                                              | Gonzalo de Valladares y Sarmiento el Viejo                      | c.1530-p.1562        |
| V                                               | Gregorio de Valladares y Sarmiento                              | p.1562-1588          |
| VI                                              | Gonzalo de Valladares y Sarmiento Andrade, el Mozo (I vizconde) | 1588-1659            |
| Vizcondes de Fefiñanes (creación por Felipe IV) |                                                                 |                      |
| I                                               | Gonzalo de Valladares y Sarmiento Andrade                       | 1647-1659            |
| II                                              | Fernando Sarmiento de Valladares                                | 1659-1675            |
| III                                             | Antonio Gaspar de Valladares Sarmiento                          | 1675-1746            |
| IV                                              | Ana Jacoba de Valladares Sarmiento y Mariño de Lobera           | 1746-c.1770          |
| V                                               | Francisco Javier Pardo de Figueroa y Valladares                 | c.1770-c.1775        |
| VI                                              | Baltasar Pardo de Figueroa Lanzós Novoa y Sarmiento             | 1784-1808            |
| VII                                             | Ramona Pardo de Figueroa Lanzós y Novoa                         | 1808-1839            |
| VIII                                            | Francisco Javier de Losada y Pardo de Figueroa                  | 1843-1847            |
| IX                                              | José de Losada y Miranda                                        | 1847-1857            |
| X                                               | Baltasar de Losada y Miranda                                    | 1857-1858            |
| XI                                              | María de los Dolores de Losada y Miranda                        | 1858-a.1895          |
| XII                                             | Beatriz Losada y Ozores                                         | 1909-1943            |
| XIII                                            | María Aurora Casani y Losada                                    | 1943-2010            |
| XIV                                             | Pedro Alonso-Martínez y Casani                                  | 2011-hoy             |

## Historia genealógica

### Señores de Fefiñanes
Gregorio de Valladares Sarmiento, señor de Fefiñanes, que fundó el mayorazgo de esta casa el 8 de noviembre de 1562. Con María Catalina de Andrade y Figueroa.

### Concesionario del vizcondado
El primer titular de la merced fue, desde 1647,

• El maestre de campo general Gonzalo de Valladares Sarmiento y Andrade (1583-1659), vi señor y i vizconde de la villa de Fefiñanes, donde poseía el palacio de su familia, patrono de la inmediata iglesia parroquial de San Benito, caballero de la Orden de Alcántara desde 1630. Nació en Fefiñanes el 15 de abril de 1583 y murió en 1659 en La Paz, reino del Perú, siendo corregidor de esta ciudad. Había servido en los Reales Ejércitos «desde el año de mil seiscientos y cinco», según consta de la Real Carta de creación del vizcondado.

Casó con María Ozores Silva y Sotomayor, hija de Fernando Ozores de Sotomayor y de Antonia de Silva Meneses, señores de Teanes en el municipio de Salvatierra de Miño.

En 1659 sucedió su hijo

• Fernando de Valladares y Sarmiento, o Sarmiento de Valladares († 1675), ii vizconde de Fefiñanes. Testó en Fefiñanes el 1.º de mayo de 1668.

Contrajo primer matrimonio con Juana de Andrade, de la que enviudó sin prole, hija de Antonio Freire de Andrade y de Ginebra de Haro, señores de Sobrán en el municipio de Villagarcía de Arosa.

Y volvió a casar el 13 de febrero de 1665, en San Martín de Sobrán, con Ana de Córdoba y Lanzós, nacida hacia 1640 y que falleció viuda el 27 de julio de 1683. Hija de Alonso de Lanzós Novoa y Andrade, i conde de Maceda, caballero de la Orden de Santiago, y de María de Córdoba y Ayala, su mujer; nieta de Juan de Lanzós y Andrade, señor de la Louriña, y de Aldonza de Novoa y Lemos, señora de Maceda y de Layosa, y materna de Bernardino de Ayala y Ávalos, i conde de Villalba, caballero de Calatrava y comendador de Caracuel, y de Francisca de Córdoba y Osorio, de los señores de Abarca. En virtud de este entronque Lanzós, el vi vizconde de Fefiñanes había de suceder en el condado de Maceda, como más abajo se verá.
Del segundo matrimonio nacieron:
1. María Benita de Córdoba,
2. José Diego de Valladares, que debió de morir mozo,
3. y Antonio Gaspar de Valladares Sarmiento, que sigue.

 Además, el ii vizconde tuvo una hija natural, habida en María García de Torre:
4. Jacinta de Valladares Sarmiento, que contrajo matrimonio el 17 de agosto de 1684 en Santa María de Nebra, Puerto del Son, con Rosendo Álvarez de Sotomayor, hijo de Fernando Álvarez Carantoña y de Dominga García de Piñeiro.[4]

En 1675 sucedió su hijo

• Antonio Gaspar de Valladares Sarmiento (1669-1746), iii vizconde de Fefiñanes. Natural de Santiago de Compostela, fue bautizado en San Félix de Solovio el 23 de febrero de 1669 y murió en Fefiñanes el 15 de mayo de 1746 habiendo otorgado poder para testar, lo que cumplieron sus deudos en la misma villa el 24 de agosto de 1746 ante el escribano Gregorio Antonio Fandiño.

Casó dos veces: la primera en Madrid el 24 de octubre de 1690 con María Josefa de Riaño y de la Cerda, señora de Espinosilla, hija única de Antonio de Riaño y Salamanca, señor de Espinosilla, caballero de Calatrava, colegial del Mayor de Santa Cruz de Valladolid, oidor de esta Chancillería, consejero de Órdenes y camarista de Castilla, natural de Burgos, y de Juana de la Cerda y Brizuela, su mujer en primeras nupcias de ella, nacida en Guadalajara de los señores de Pioz.

Y contrajo segundas nupcias en Santiago el 19 de octubre de 1712, iglesia de San Andrés, con Antonia Rosa Mariño de Lobera, hija del maestre de campo Fernando Mariño de Lobera Andrade y Sotomayor, i marqués de la Sierra, y de María Teresa Sarmiento de Sotomayor y Quirós, su segunda mujer; nieta de Pedro Mariño de Lobera y Lemos, señor de la Sierra de Outes y de Albeos, y de Benita de Andrade y Sotomayor, naturales de Pontevedra, y materna de Gabriel Bernaldo de Quirós y Sotomayor, señor de Mos, y de Catalina Sarmiento de Sotomayor, señora de Gomesende.

### Linaje Pardo de Figueroa
(agregación a la casa de los marqueses de Figueroa)

En 1746 sucedió su hija

• Ana Jacoba de Valladares Sarmiento y Mariño de Lobera, iv vizcondesa de Fefiñanes.

Casó con Baltasar Manuel Pardo de Figueroa y Duque de Estrada (1705-c.1770), su sobrino tercero, iii marqués de Figueroa y iv de la Atalaya, hijo y sucesor de Juan José Pardo de Figueroa y Sotomayor, anterior marqués de dichos títulos, señor de las jurisdicciones de Mántaras, Cela, Gudín y Coiro y de las casas de Pardo de Cela y Figueroa, y de Ana Gregoria Duque de Estrada y Valladares, señora de la casa del Villar de Camba en el municipio de Taboada y de la torre de Fafián en el de Rodeiro.

Hacia 1770 sucedió su hijo

• Francisco Javier Pardo de Figueroa y Valladares, v vizconde de Fefiñanes. Premurió a su padre, por lo que no poseyó los marquesados de Figueroa y la Atalaya.

Casó con María Josefa Sarmiento de Sotomayor y Correa, señora de los valles de Petán y las Achas en el municipio de La Cañiza y de otros lugares, y del pazo de Santa Teresa en Redondela, patrona del convento de la Purificación de esta villa, etc., todo en la actual provincia de Pontevedra. Por la prematura muerte de su marido, esta señora quedó por tutora y curadora de sus hijos, que eran de tierna edad, y como tal litigó desde 1778 a nombre del mayor por los condados de Maceda y Taboada, con sus opulentos mayorazgos, que vacaban por haber muerto en dicho año sin descendencia Gonzalo de Lando Deza y Lanzós.

#### Incorporación de la casa de Maceda
(con grandeza de España)

En 1784 sucedió su hijo

• Baltasar Pardo de Figueroa Lanzós Novoa y Sarmiento de Sotomayor, x conde de Maceda, iv marqués de Figueroa y v de la Atalaya, vi vizconde de Fefiñanes, grande de España de primera clase. Era aún niño cuando murió su padre y empezó a llamarse vizconde de Fefiñanes, aunque no tituló por esta merced hasta 1784. En 1785 sucedió en el condado de Maceda, con grandeza, después de ganar el pleito que movió su madre al extinguirse la línea directa de esta casa. A raíz de ello se añadió los apellidos Lanzós y Novoa, que imponía este mayorazgo. Y en 1786 sucedió en los marquesados por muerte de su abuelo. Falleció soltero combatiendo en la Batalla de Medina de Rioseco, al mando del Regimiento de Zaragoza. Dejó dos hijos naturales, habidos en Vicenta Wanden. 

En 1808 le sucedió en todos los títulos su hermana

• Ramona Pardo de Figueroa Lanzós y Novoa, xi condesa de Maceda, v marquesa de Figueroa y vi de la Atalaya, vii vizcondesa de Fefiñanes, grande de España.

Casó con Juan José Caamaño y Pardo, (1761-1819), señor de los pazos y cotos de Romelle en el municipio de Zas, Leborans en el de Ames, Goyanes y Nebra en Puerto del Son, etc., y de la isla de Sálvora, todo en la actual provincia de La Coruña, alguacil mayor del Santo Oficio de Galicia, coronel del Regimiento de Zaragoza, bailío de la Orden de Malta, gentilhombre de Cámara de S.M. con ejercicio y servidumbre, hijo y sucesor del brigadier de la Real Armada Vicente Caamaño Varela y Gayoso, caballero del mismo hábito, natural y regidor de Santiago de Compostela, y de María Josefa Pardo Copero y Osorio, su mujer. Tuvieron por hija única a
Juana Caamaño y Pardo de Figueroa (c.1795-1831), que sucedió en las casas de su padre pero premurió a su madre en 1831. No fue por tanto «condesa de Maceda, marquesa de Figueroa y vizcondesa de Fefiñanes» como figura en muchas fuentes genealógicas. Casó en 1819 con Antonio Ramírez de Haro y Ramírez de Arellano (1785-1827), ix conde de Bornos, vii de Murillo y de Montenuevo de Río Leza, dos veces grande de España, de quien enviudó sin hijos el 28 de febrero de 1827.

### Linaje Losada
En 1843 sucedió su primo carnal (arriba filiado como nieto de la iv vizcondesa)

• Francisco Javier de Losada y Pardo de Figueroa (1777-1847), xii conde de Maceda, vi marqués de Figueroa y vii de la Atalaya, viii vizconde de Fefiñanes, grande de España.

Casó en La Coruña año de 1814 con María Joaquina de Miranda y Gayoso, vi condesa de San Román y vi marquesa de Santa María del Villar, hija de Joaquín María de Miranda y Gayoso, v conde y iv marqués de dichos títulos, y de María del Pilar Sebastián y Raón.

En 1847 sucedió su hijo

• José de Losada y Miranda (1817-1857), xiii conde de Maceda y vii de San Román, vii marqués de Figueroa y viii de la Atalaya, ix vizconde de Fefiñanes, grande de España. Falleció soltero.

En 1857 sucedió su hermano

• Baltasar de Losada y Miranda (c.1830-1909), xiv conde de Maceda y viii de San Román, viii marqués de Figueroa, ix de la Atalaya y vii de Santa María del Villar, x vizconde de Fefiñanes, grande de España. En 1858 distribuyó y cedió a sus hermanas los marquesados de Figueroa y la Atalaya y el vizcondado de Fefiñanes.

Casó primera vez con María Luisa de Torres y Barrenechea, natural de San Sebastián, de la que enviudó prematuramente.

Y contrajo segundas nupcias, con Real licencia del 31 de diciembre de 1866, con Isabel Guillamas y Castañón, hija de Mariano de Guillamas y Galiano, ix marqués de San Felices, vii conde de Alcolea de Torote, grande de España, señor de Villeza, diputado a Cortes, senador electo y vitalicio, caballero de Calatrava y maestrante de Valencia, gentilhombre de cámara de S.M., natural de Salamanca, y de Cesárea Castañón y Díaz de Castro, iii marquesa de Campo Fértil, que lo era de La Bañeza.

De la primera tuvo por hijos a
1. Baltasar de Losada y Torres (1861-1935), xv conde de Maceda y ix de San Román, grande de España, gentilhombre de cámara del rey Alfonso XIII con ejercicio y servidumbre y su primer montero y caballerizo mayor, diputado a Cortes por Orense y senador vitalicio del Reino. Nació el 22 de diciembre de 1861 en Madrid, donde falleció el 2 de enero de 1935. Casó el 28 de mayo de 1885 con Lucía Ozores y Saavedra, hija de los xv señores de la Casa de Rubianes, grandes de España, y nieta materna de los iii duques de Rivas. Tuvieron por hija y sucesora a
Beatriz Losada y Ozores, que seguirá como xii vizcondesa.
2. Y Joaquina de Losada y Torres, xi marquesa de la Atalaya y viii de Santa María del Villar. Casó con José María de Quiroga y Losada (1857-1910), su primo carnal, coronel de Artillería, señor del pazo del Piñeiro en la parroquia de Folgosa y municipio de Corgo (Lugo), hijo de Diego de Quiroga y Prieto, señor de dicho pazo y de los de Vistalegre y la Torre, sitos ambos en la parroquia de Aldán y municipio de Cangas de Morrazo (Pontevedra), y de Carmen de Losada y Miranda. En cuya descendencia siguen dichos marquesados.

En 1858 sucedió por cesión su hermana

• María de los Dolores de Losada y Miranda, xi vizcondesa de Fefiñanes, que falleció soltera antes de 1895, dejando por heredero de sus bienes a su sobrino Juan Armada y Losada, x marqués de Figueroa.

Esta vizcondesa fue la última titular de la merced que poseyó también el Pazo de Fefiñanes. Después de sus días, título y palacio se separaron, sucediéndose en dos líneas diferentes de la familia. El palacio sigue hasta hoy en la descendencia de los Armada y ligado al marquesado de Figueroa, mientras que el título nobiliario volvió a la línea mayor, de los condes de Maceda.

### Linaje Casani
Después de los días de la anterior, el título vacó durante más de quince años, hasta que en 1909 sucedió su sobrina nieta (arriba filiada como nieta del xi vizconde)

• Beatriz Losada y Ozores (1889-1969), xvi condesa de Maceda, xii vizcondesa de Fefiñanes, grande de España.

Casó en el Pazo de Jaz el 8 de septiembre de 1919 con Fernando Casani y Herreros de Tejada (1888-1955), iii conde de Vilana, hijo de Fernando José Casani y Díaz de Mendoza, i conde de Vilana, y de María de la Soledad Herreros de Tejada y Castillejo; nieto de Juan Cassani y Cron de Witte y de María de los Dolores Díaz de Mendoza y Valcárcel, de los marqueses de Fontanar; nieto materno de Juan Manuel Herreros de Tejada, caballero de la Orden de Malta, y de María de la Soledad de Castillejo y Moñino (sobrina del conde de Floridablanca), y biznieto de José Antonio Cassani y Giraldeli, conde de Giraldeli (pontificio) y barón de Lardies, regidor perpetuo de la ciudad de Baza, natural de Milán, y de María Amalia de Cron y de Witte, condesa de Cron, dama noble de María Luisa. Procrearon tres hijas:
1. Lucía Casani y Losada, xvii condesa de Maceda y v de Vilana, grande de España, que falleció soltera el 19 de noviembre de 1988,
2. María del Carmen Casani y Losada, x condesa de San Román, finada en 1986. Casó con Juan Luis Pan de Soraluce y Olmos, embajador de España, que nació en 1922, falleció en La Toja el 25 de septiembre de 1989 y fue enterrado en el cementerio coruñés de San Amaro. Hijo de José Pan de Soraluce y Español, natural de La Coruña, y de Elvira Olmos Mesa. La mayor de las seis hijas que tuvieron es
Inés Pan de Soraluce y Casani, xviii y actual condesa de Maceda, xi de San Román y vi de Vilana, grande de España. Casada con Jorge Varela y Acedo.
3. Y María Aurora Casani y Losada, que sigue.

### Linaje Alonso Martínez
Por cesión, acuerdo de la Diputación de la Grandeza de 1943 y Carta del 2 de noviembre de 1951, sucedió su hija menor:

• María Aurora Casani y Losada, xiii vizcondesa de Fefiñanes, que falleció en Madrid el 3 de septiembre de 2010.

Casó en Dorneda, municipio de Oleiros, el 1.º de octubre de 1953, con Fernando Alonso Martínez y Sánchez Arjona, nacido en Madrid el 6 de octubre de 1923, hijo de José María Alonso Martínez y Bea, de igual naturaleza, y de Carmen Sánchez Arjona y Pidal, su mujer, nacida en Somió; nieto de Vicente Alonso Martínez y Martín, ii marqués de Alonso Martínez, y de Josefa Bea y Pelayo, y materno de Fernando Sánchez Arjona y Cabeza de Vaca, maestrante de Sevilla, natural de Villafranca de los Barros, y de Carmen Pidal y Bernaldo de Quirós, su segunda mujer. Fernando contó entre sus bisabuelos a Manuel Alonso Martínez, presidente de las Cortes, y a Alejandro Pidal y Mon, que lo fue del Consejo de Ministros.

Tuvieron cuatro hijos:
1. María del Perpetuo Socorro Alonso-Martínez y Casani, nacida en Madrid el 20 de julio de 1954.
2. Fernando Alonso-Martínez y Casani, primogénito, que nació en Madrid el 26 de diciembre de 1955 y murió soltero en la misma villa el 26 de marzo de 1996.
3. Pedro Alonso-Martínez y Casani, que sigue.
4. Y Ana Alonso-Martínez y Casani, nacida en Madrid el 30 de septiembre de 1959.

#### Actual titular
Por Orden publicada en el BOE del 20 de abril de 2011 y Real Carta del 9 de mayo siguiente, sucedió su hijo

• Pedro Alonso-Martínez y Casani, xiv y actual vizconde de Fefiñanes.

Casó en La Moraleja el 7 de diciembre de 1982 con Myriam Satrústegui y Guzmán, de la que tiene dos hijos:
1. Ignacio Alonso-Martínez y Satrústegui, el primogénito, y
2. Pedro Alonso-Martínez y Satrústegui.